# Dallas (Dakota del Sud)
Dallas è un comune (town) degli Stati Uniti d'America della contea di Gregory nello Stato del Dakota del Sud. La popolazione era di 120 abitanti al censimento del 2010.

## Geografia fisica
Dallas è situata a 43°14′13″N 99°31′00″W (43.236820, -99.516582).
Secondo lo United States Census Bureau, la città ha una superficie totale di 1,31 km², dei quali 1,31 km² di territorio e 0 km² di acque interne (0% del totale).
A Dallas è stato assegnato lo ZIP code 57529 e lo FIPS place code 15300.

## Storia
Dallas fu mappata nel 1907. Un ufficio postale a Dallas fu creato nel 1904, e rimase in operazione fino a quando non fu interrotto nel 1973. La cittadina deve il suo nome all'omonima città nel Texas.

## Società

### Evoluzione demografica
Secondo il censimento del 2010, c'erano 120 abitanti.

### Etnie e minoranze straniere
Secondo il censimento del 2010, la composizione etnica della città era formata dall'85% di bianchi, lo 0% di afroamericani, il 7,5% di nativi americani, lo 0,83% di asiatici, lo 0% di oceanici, l'1,67% di altre etnie, e il 5% di due o più etnie. Ispanici o latinos di qualunque etnia erano il 5% della popolazione.